# ناتالی دیاز
ناتالی دیاز (انگلیسی: Natalie Diaz; ۴ سپتامبر ۱۹۷۸ – ) بازیکن بسکتبال، شاعر، نویسنده، و استاد دانشگاه اهل ایالات متحده آمریکا است.
وی در سال ۲۰۲۱ برنده جایزه پولیتزر برای شعر شد.